# 薩武爾

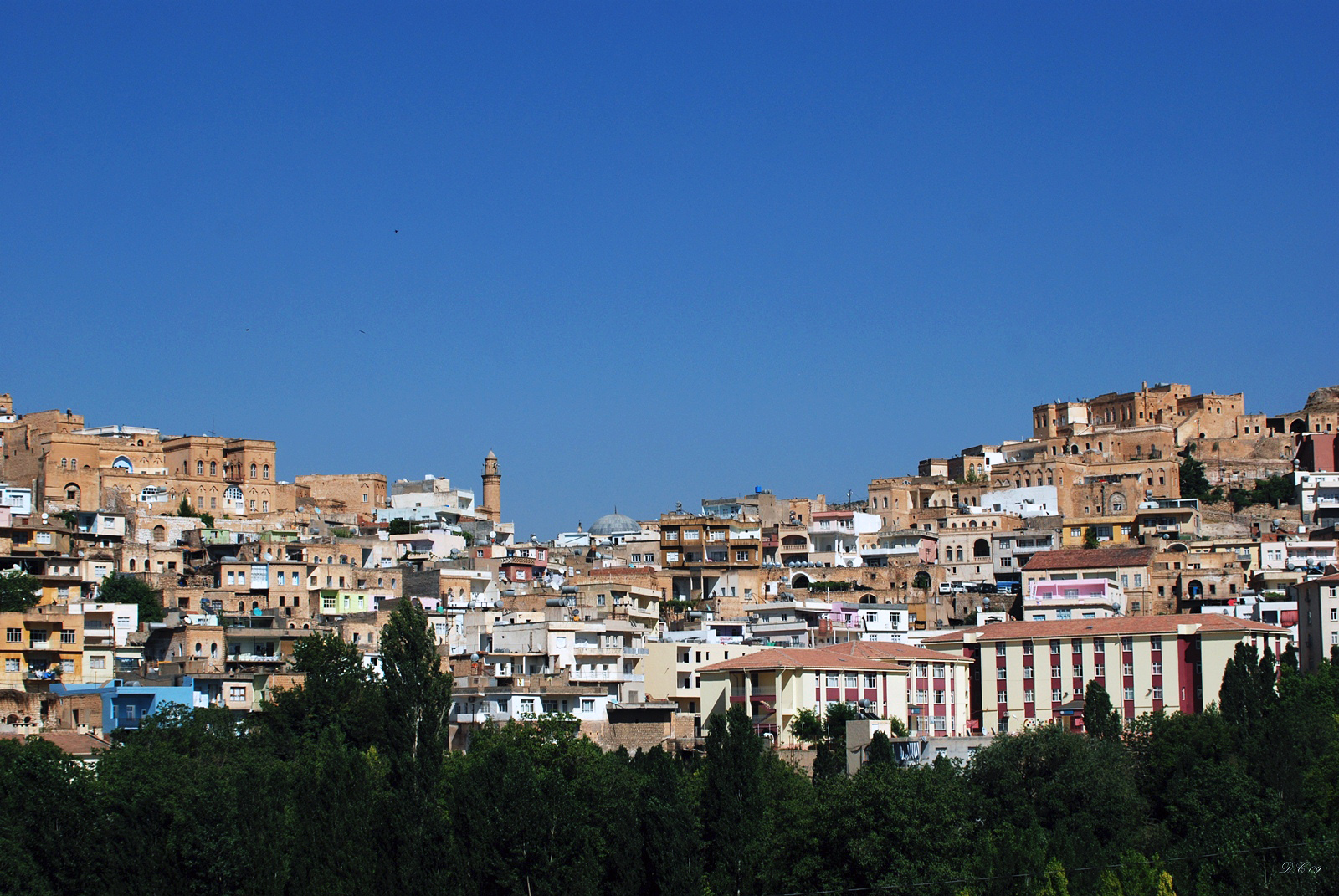
薩武爾

薩武爾是土耳其的城鎮，由馬爾丁省負責管轄，位於該國東南部，距離首府馬爾丁47公里，面積1,032平方公里，主要農產品有葡萄、蔬菜、花生等，2010年人口7,170。